# Susanna Ekström
Susanna Ekström, född 1941, är en svensk litteraturpedagog.
Ekström mottog 2014 Gulliverpriset. Hon har arbetat som förskollärare och adjunkt vid Stockholms universitet, verkat som föreläsare, debattör och författare.

## Verk (urval)
- Bildglädje och läslust, 1997 (tillsammans med Britt Isaksson).
- Läs och berätta. Handledning för högläsare och berättare som besöker barngrupper i förskola och förskoleklass, 2004.